# Sulaiman Daud
Tan Sri Sulaiman Daud (* 4. März 1933 in Kuching, Sarawak; † 23. März 2010 in Kuala Lumpur) war ein malaysischer Politiker.

## Biografie
Daud studierte nach dem Schulbesuch Zahnmedizin an der University of Otago in Neuseeland und war nach seinem Abschluss als Philosophiae Doctor (Ph.D. Dentistry) als Zahnarzt im Staatsdienst von Sarawak sowie in den 1960er Jahren im Gesundheitsamt von Brunei tätig.
Später begann er eine politische Laufbahn als Vizepräsident der Parti Pesaka Bumiputera Bersatu, einer Partei innerhalb der Nationalen Front (Barisan Nasional). Als deren Vertreter war er von 1974 bis 2004 auch Mitglied im Abgeordnetenhaus (Dewan Rakyat) und vertrat dort die Interessen von Petra Jaya.
Am 19. März 1981 wurde er von Premierminister Mahathir bin Mohamad erstmals in die Bundesregierung berufen und war zunächst Bildungsminister. Im Rahmen einer Kabinettsumbildung wurde er 1984 Minister für Kultur, Jugend und Sport und danach von 1986 bis 1989 Minister für Ländereien und regionale Entwicklung. 1989 wurde er Minister im Amt des Premierministers und nach einer erneuten Kabinettsumbildung 1990 Minister für Binnenhandel und Verbraucherangelegenheiten. Danach war er zwischen 1991 und 1995 wieder Bildungsminister, ehe er zuletzt von 1995 bis 1999 Landwirtschaftsminister in der Regierung von Mahathir bin Mohamad war.